# Trojovice
Trojovice är en ort i Tjeckien.   Den ligger i regionen Pardubice, i den centrala delen av landet, 110 km öster om huvudstaden Prag. Trojovice ligger 255 meter över havet och antalet invånare är 186.
Terrängen runt Trojovice är platt.Runt Trojovice är det ganska tätbefolkat, med 80 invånare per kvadratkilometer. Närmaste större samhälle är Pardubice, 15,7 km nordväst om Trojovice. I omgivningarna runt Trojovice växer i huvudsak blandskog.